# Selección femenina de fútbol de Egipto
La selección femenina de fútbol de Egipto es la selección representante de Egipto en las competencias internacionales de fútbol femenino. Es dirigida por la Asociación Egipcia de Fútbol que a la misma vez está afiliada a la CAF y a la FIFA.

## Historia
El equipo fue derrotado 17-0 por Rusia en 1993. Un corresponsal poco impresionado en el periódico Egyptian Mail escribió sobre los jugadores:
Hizo su debut oficial en el Campeonato Africano de 1998, donde terminó último en su grupo después de vencer a Uganda en la ronda de clasificación. Después de ser derrotado por Reunión en 2002, el equipo no participó en las siguientes dos ediciones en 2002 y 2004. En su regreso a las eliminatorias en 2006, fueron eliminados por Argelia. Posteriormente se retiraron de las eliminatorias en 2008 y 2010, y tampoco participaron en las eliminatorias de los Juegos Olímpicos de verano de 2012.
En 2012 hicieron su cuarta aparición en los clasificatorios del Campeonato Africano. Fueron eliminados por Etiopía.

## Estadísticas

### Copa Mundial Femenina de Fútbol
| Edición | Resultado               | Posición                | PJ                      | PG                      | PE                      | PP                      | GF                      | GC                      |
| ------- | ----------------------- | ----------------------- | ----------------------- | ----------------------- | ----------------------- | ----------------------- | ----------------------- | ----------------------- |
| 1991    | No existía la selección | No existía la selección | No existía la selección | No existía la selección | No existía la selección | No existía la selección | No existía la selección | No existía la selección |
| 1995    | No existía la selección | No existía la selección | No existía la selección | No existía la selección | No existía la selección | No existía la selección | No existía la selección | No existía la selección |
| 1999    | No clasificó            | No clasificó            | No clasificó            | No clasificó            | No clasificó            | No clasificó            | No clasificó            | No clasificó            |
| 2003    | No participó            | No participó            | No participó            | No participó            | No participó            | No participó            | No participó            | No participó            |
| 2007    | No clasificó            | No clasificó            | No clasificó            | No clasificó            | No clasificó            | No clasificó            | No clasificó            | No clasificó            |
| 2011    | No participó            | No participó            | No participó            | No participó            | No participó            | No participó            | No participó            | No participó            |
| 2015    | No clasificó            | No clasificó            | No clasificó            | No clasificó            | No clasificó            | No clasificó            | No clasificó            | No clasificó            |
| 2019    | No participó            | No participó            | No participó            | No participó            | No participó            | No participó            | No participó            | No participó            |
| 2023    | No clasificó            | No clasificó            | No clasificó            | No clasificó            | No clasificó            | No clasificó            | No clasificó            | No clasificó            |
| 2027    | Por disputarse          | Por disputarse          | Por disputarse          | Por disputarse          | Por disputarse          | Por disputarse          | Por disputarse          | Por disputarse          |
| Total   | 0/9                     | -                       | -                       | -                       | -                       | -                       | -                       | -                       |

### Copa Femenina Africana de Naciones
| Edición | Resultado                                  | Posición                                   | PJ                                         | PG                                         | PE                                         | PP                                         | GF                                         | GC                                         |
| ------- | ------------------------------------------ | ------------------------------------------ | ------------------------------------------ | ------------------------------------------ | ------------------------------------------ | ------------------------------------------ | ------------------------------------------ | ------------------------------------------ |
| 1991    | No existía la selección                    | No existía la selección                    | No existía la selección                    | No existía la selección                    | No existía la selección                    | No existía la selección                    | No existía la selección                    | No existía la selección                    |
| 1995    | No existía la selección                    | No existía la selección                    | No existía la selección                    | No existía la selección                    | No existía la selección                    | No existía la selección                    | No existía la selección                    | No existía la selección                    |
| 1998    | Fase de grupos                             | 7.º                                        | 3                                          | 0                                          | 0                                          | 3                                          | 2                                          | 14                                         |
| 2000    | No clasificó                               | No clasificó                               | No clasificó                               | No clasificó                               | No clasificó                               | No clasificó                               | No clasificó                               | No clasificó                               |
| 2002    | No participó                               | No participó                               | No participó                               | No participó                               | No participó                               | No participó                               | No participó                               | No participó                               |
| 2004    | No participó                               | No participó                               | No participó                               | No participó                               | No participó                               | No participó                               | No participó                               | No participó                               |
| 2006    | No clasificó                               | No clasificó                               | No clasificó                               | No clasificó                               | No clasificó                               | No clasificó                               | No clasificó                               | No clasificó                               |
| 2008    | No participó                               | No participó                               | No participó                               | No participó                               | No participó                               | No participó                               | No participó                               | No participó                               |
| 2010    | No participó                               | No participó                               | No participó                               | No participó                               | No participó                               | No participó                               | No participó                               | No participó                               |
| 2012    | No clasificó                               | No clasificó                               | No clasificó                               | No clasificó                               | No clasificó                               | No clasificó                               | No clasificó                               | No clasificó                               |
| 2014    | No clasificó                               | No clasificó                               | No clasificó                               | No clasificó                               | No clasificó                               | No clasificó                               | No clasificó                               | No clasificó                               |
| 2016    | Fase de grupos                             | 6.º                                        | 3                                          | 1                                          | 0                                          | 2                                          | 1                                          | 7                                          |
| 2018    | No participó                               | No participó                               | No participó                               | No participó                               | No participó                               | No participó                               | No participó                               | No participó                               |
| 2020    | Cancelado debido a la pandemia de COVID-19 | Cancelado debido a la pandemia de COVID-19 | Cancelado debido a la pandemia de COVID-19 | Cancelado debido a la pandemia de COVID-19 | Cancelado debido a la pandemia de COVID-19 | Cancelado debido a la pandemia de COVID-19 | Cancelado debido a la pandemia de COVID-19 | Cancelado debido a la pandemia de COVID-19 |
| 2022    | No clasificó                               | No clasificó                               | No clasificó                               | No clasificó                               | No clasificó                               | No clasificó                               | No clasificó                               | No clasificó                               |
| 2024    | No clasificó                               | No clasificó                               | No clasificó                               | No clasificó                               | No clasificó                               | No clasificó                               | No clasificó                               | No clasificó                               |
| Total   | 2/13                                       | 16.º                                       | 6                                          | 1                                          | 0                                          | 5                                          | 3                                          | 21                                         |

## Últimos y próximos encuentros
Actualizado al último partido jugado el 5 de diciembre de 2023
| Fecha      | Ciudad   | Local         | Resultado | Visitante     | Competición                    |
| ---------- | -------- | ------------- | --------- | ------------- | ------------------------------ |
| 20-09-2023 | El Cairo | Egipto        | 4:0       | Sudán del Sur | Clas. Campeonato Femenino 2024 |
| 24-09-2023 | El Cairo | Sudán del Sur | 0:4       | Egipto        | Clas. Campeonato Femenino 2024 |
| 30-11-2023 | Thiès    | Senegal       | 4:0       | Egipto        | Clas. Campeonato Femenino 2024 |
| 05-12-2023 | El Cairo | Egipto        | 0:0       | Senegal       | Clas. Campeonato Femenino 2024 |